# 1908 en architecture
| Années de l'architecture : 1905 - 1906 - 1907 - 1908 - 1909 - 1910 - 1911    |
| Décennies de l'architecture : 1870 - 1880 - 1890 - 1900 - 1910 - 1920 - 1930 |

Cet article présente les faits marquants de l'année 1908 en architecture.

## Réalisations
- 8 novembre : inauguration de la Chambre de commerce et d'industrie de Meurthe-et-Moselle construite à Nancy par Émile Toussaint et Louis Marchal et décorée par Louis Majorelle et Jacques Grüber.
- Inauguration du Singer Building à New York, alors le plus haut bâtiment du monde avec 187 mètres.
- Cases Torres Germans, de style moderniste, à Barcelone.
- Marché couvert à Wrocław, par Richard Plüddemann.

## Événement
- Publication de Ornament und Verbrechen (Ornement et crime), essai dans lequel Adolf Loos plaide pour l'exclusion de toute ornementation sur les bâtiments.

## Récompenses
- Royal Gold Medal : Honore Daumet.
- Prix de Rome : Charles Louis Boussois.

## Naissances
- 24 avril : Marc-Joseph Saugey, architecte suisse († 1971)
- 23 mai : Max Abramovitz († 12 septembre 2004).
- 21 juin : Pierre Dufau († 26 septembre 1985).
- 17 septembre : Rafael Israelyan († 8 septembre 1973).

## Décès
- Friedrich Adler (° 1857).